# J.G. Brill Company

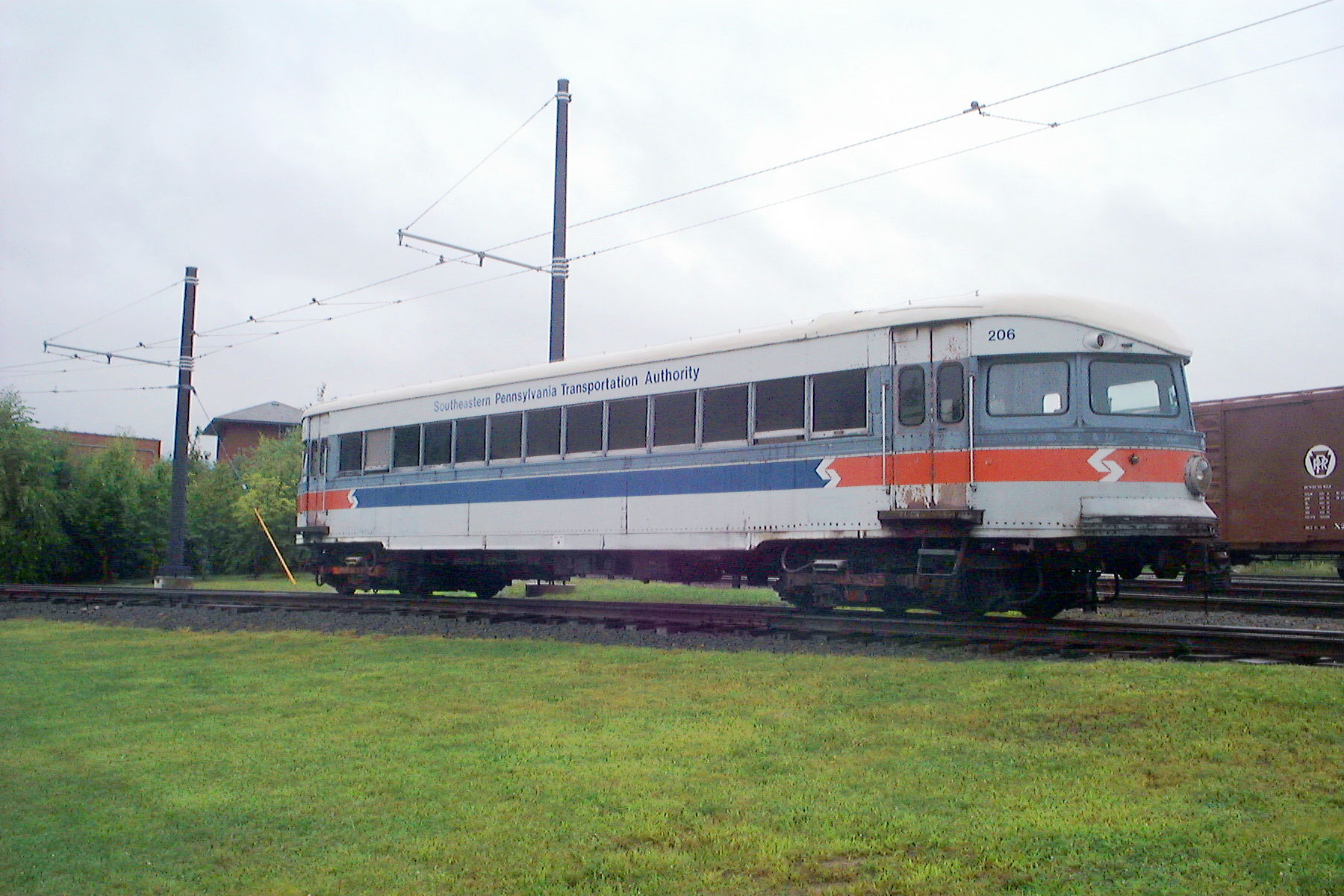
Förortsmotorvagnen Bullet på P&W line, nummer 206 i Scranton i Pennsylvania

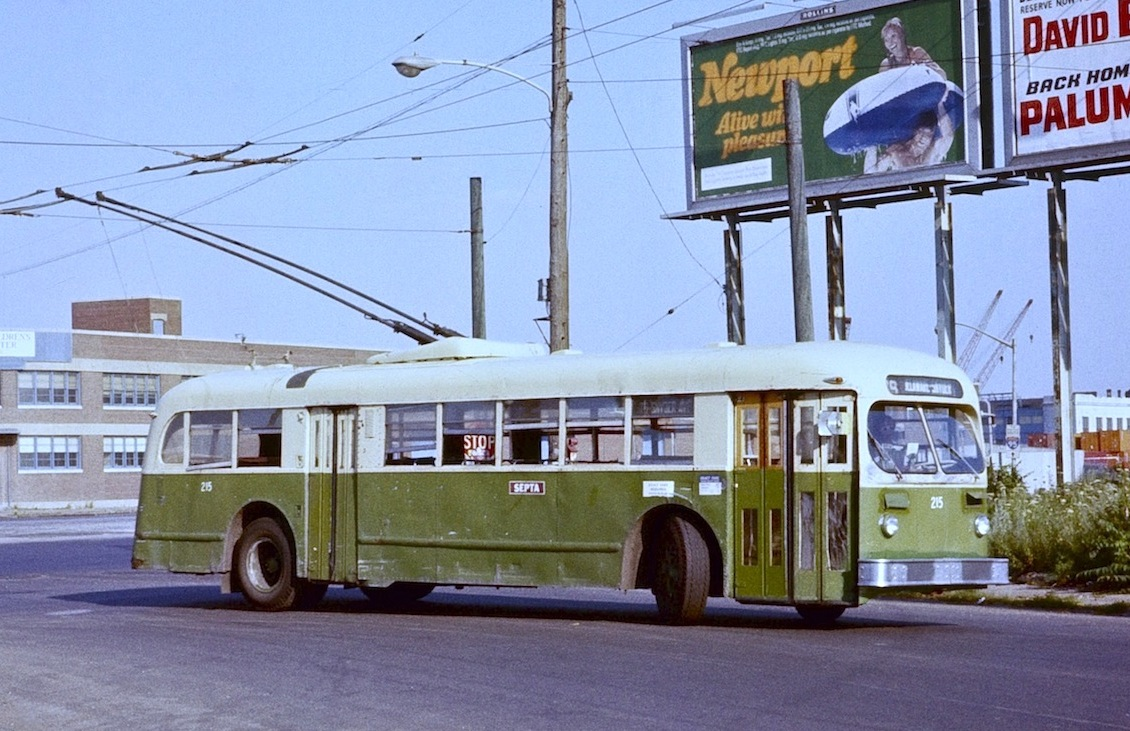
Brill-trådbuss från 1947

J.G. Brill Company var en amerikansk tillverkare av spårvagnar, rälsbussar, bussar och trådbussar.
Företaget grundades av John George Brill 1868 i Philadelphia som tillverkare av hästdragna fordon. Det inlemmade över åren ett stort antal företag, som tillverkade spårfordom, till exempel Kuhlman i Cleveland och Jewett i Indiana. Efter år av minskad efterfrågan fusionerade företaget 1944 med American Car and Foundry Company under namnet ACF-Brill. Tillverkningen av trådbussar och vanliga bussar upphörde 1954. Brill var då det sista kvarvarande amerikanska företag som tillverkade sådana fordon. Sammanlagt producerade företaget drygt 45 000 spårvagnar, bussar, trådbussar och rälsbussar och Brill var därmed det amerikanska företag som tillverkat flest fordon av detta slag. 
J.G. Brill Company köpte 1902 spårvagnstillverkaren American Car Company i St. Louis. Brill fortsatte dock att driva American Car Co. under sitt eget namn fram till 1931, då det reorganiserades som J.G. Brill of Missouri.
I Europa har spårvagnar från J.G. Brill Company rullat i bland annat Lissabon, Barcelona och Helsingfors. 

## Spårvagnar i Helsingfors
Helsingfors köpte 20 exemplar av en Brill-spårvagn från USA 1920 och beställde därefter liknande spårvagnar från Norddeutsche Waggonfabrik AG och ASEA.